# Lovagny
Lovagny és un municipi francès situat al departament de l'Alta Savoia i a la regió d'Alvèrnia-Roine-Alps.
Forma part de la comunitat de l'aglomeració d'Annecy.

## Geografia
El territori del municipi està situat al sud-oest de la conca annecian, a uns deu quilòmetres del centre de la ciutat, en una zona d'altes muntanyes de la pre-Alps.